# Éliminatoires de la Coupe du monde de football 2010, zone Asie, quatrième tour

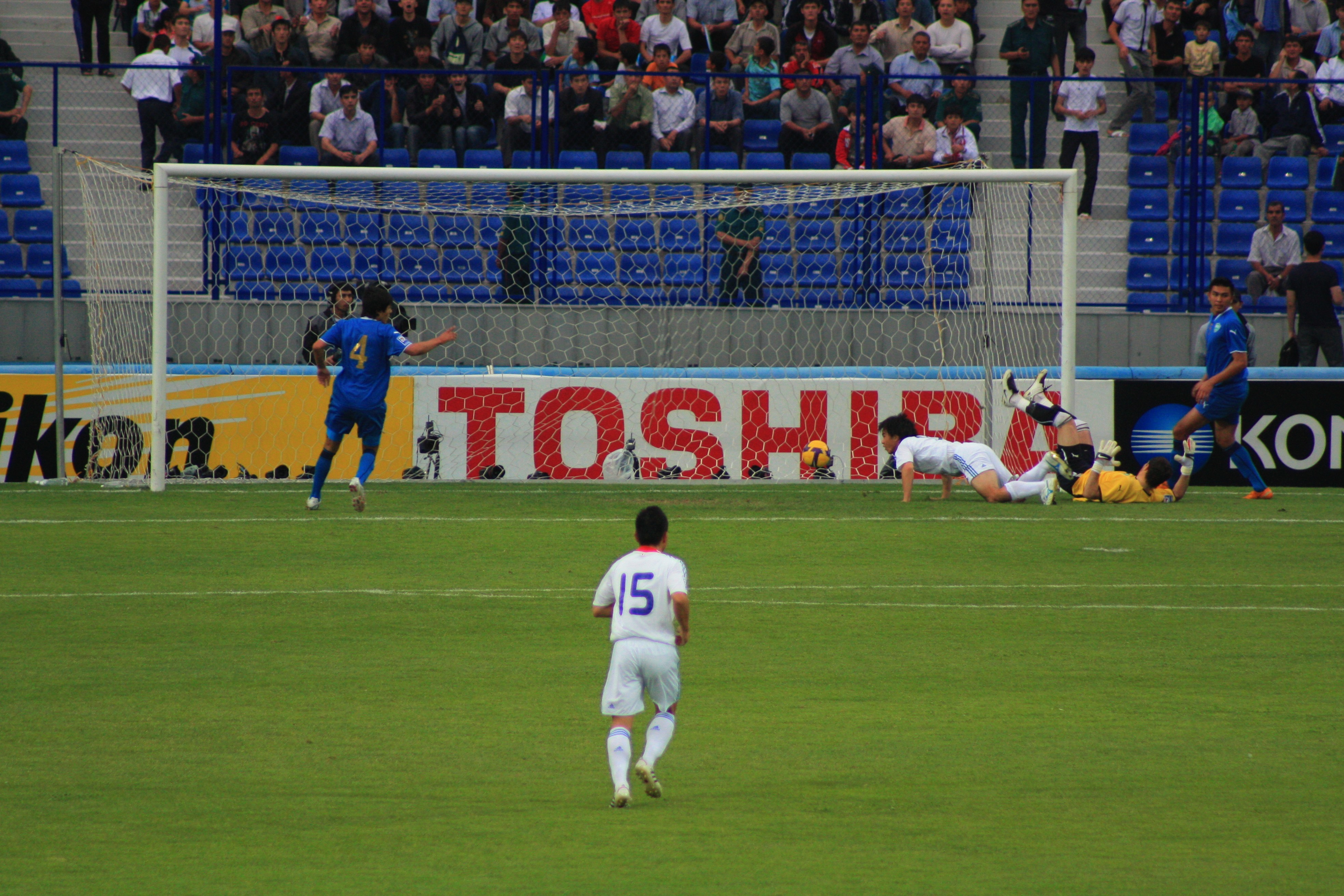
But du Japon contre l'Ouzbékistan, lors du match de qualification du 6 juin 2009

Cet article donne les résultats des matches du quatrième tour de qualification pour la zone Asie pour la qualification à la Coupe du monde 2010.

## Groupe 1

### Classement
| Rang | Équipe      | Pts | J | G | N | P | Bp | Bc | Diff |  | Résultats (▼ dom., ► ext.) |     |     |     |     |     |
| ---- | ----------- | --- | - | - | - | - | -- | -- | ---- |  | -------------------------- | --- | --- | --- | --- | --- |
| 1    | Australie   | 20  | 8 | 6 | 2 | 0 | 12 | 1  | +11  |  | Australie                  |     | 2-1 | 2-0 | 4-0 | 2-0 |
| 2    | Japon       | 15  | 8 | 4 | 3 | 1 | 11 | 6  | +5   |  | Japon                      | 0-0 |     | 1-0 | 1-1 | 1-1 |
| 3    | Bahreïn     | 10  | 8 | 3 | 1 | 4 | 6  | 8  | -2   |  | Bahreïn                    | 0-1 | 2-3 |     | 1-0 | 1-0 |
| 4    | Qatar       | 6   | 8 | 1 | 3 | 4 | 5  | 14 | -9   |  | Qatar                      | 0-0 | 0-3 | 1-1 |     | 3-0 |
| 5    | Ouzbékistan | 4   | 8 | 1 | 1 | 6 | 5  | 10 | -5   |  | Ouzbékistan                | 0-1 | 0-1 | 0-1 | 4-0 |     |

- Australie et Japon qualifiés.
- Bahreïn barragiste.
- Qatar et Ouzbékistan éliminés.

### Résultats
| 6 septembre 2008 | Bahreïn                   | 2 – 3 | Japon                                               | Stade national de Bahreïn, Manama                   |                                                     |
| 21:30 UTC+3      | Isa 87e · Tulio 88e (csc) |       | S. Nakamura 18e · Endo 44e (pen.) · K. Nakamura 85e | Spectateurs : 20 000 Arbitrage : Abdul Malik Bashir | Spectateurs : 20 000 Arbitrage : Abdul Malik Bashir |
| 21:30 UTC+3      | Rapport                   |       |                                                     | Spectateurs : 20 000 Arbitrage : Abdul Malik Bashir | Spectateurs : 20 000 Arbitrage : Abdul Malik Bashir |

| 6 septembre 2008 | Qatar                                           | 3 – 0 | Ouzbékistan | Jassim Bin Hamad Stadium, Doha                         |                                                        |
| 22:00 UTC+3      | Siddiq 37e · Magid Mohamed 73e · Al-Bloushi 86e |       |             | Spectateurs : 8 000 Arbitrage : Subkhiddin Mohd Salleh | Spectateurs : 8 000 Arbitrage : Subkhiddin Mohd Salleh |
| 22:00 UTC+3      | Rapport                                         |       |             | Spectateurs : 8 000 Arbitrage : Subkhiddin Mohd Salleh | Spectateurs : 8 000 Arbitrage : Subkhiddin Mohd Salleh |

| 10 septembre 2008 | Ouzbékistan | 0 – 1 | Australie        | Stade Pakhtakor Markaziy, Tachkent              |                                                 |
| 20:30 UTC+5       |             |       | Chipperfield 26e | Spectateurs : 34 000 Arbitrage : Saad Al Fadhli | Spectateurs : 34 000 Arbitrage : Saad Al Fadhli |
| 20:30 UTC+5       | Rapport     |       |                  | Spectateurs : 34 000 Arbitrage : Saad Al Fadhli | Spectateurs : 34 000 Arbitrage : Saad Al Fadhli |

| 10 septembre 2008 | Qatar       | 1 – 1 | Bahreïn    | Jassim Bin Hamad Stadium, Doha               |                                              |
| 22:00 UTC+3       | Quintana 6e |       | Fatadi 67e | Spectateurs : 7 000 Arbitrage : Kim Dong Jin | Spectateurs : 7 000 Arbitrage : Kim Dong Jin |
| 22:00 UTC+3       | Rapport     |       |            | Spectateurs : 7 000 Arbitrage : Kim Dong Jin | Spectateurs : 7 000 Arbitrage : Kim Dong Jin |

| 15 octobre 2008 | Australie                                        | 4 – 0 | Qatar | Suncorp Stadium, Brisbane                         |                                                   |
| 20:00 UTC+10    | Cahill 8e · Emerton 17e (pen.) 58e · Kennedy 76e |       |       | Spectateurs : 34 320 Arbitrage : Khalil Al Ghamdi | Spectateurs : 34 320 Arbitrage : Khalil Al Ghamdi |
| 20:00 UTC+10    | Rapport                                          |       |       | Spectateurs : 34 320 Arbitrage : Khalil Al Ghamdi | Spectateurs : 34 320 Arbitrage : Khalil Al Ghamdi |

| 15 octobre 2008 | Japon      | 1 – 1 | Ouzbékistan   | Stade Saitama 2002, Saitama                           |                                                       |
| 19:30 UTC+9     | Tamada 40e |       | Shatskikh 27e | Spectateurs : 55 142 Arbitrage : Ali Hamad Al-Badwawi | Spectateurs : 55 142 Arbitrage : Ali Hamad Al-Badwawi |
| 19:30 UTC+9     | Rapport    |       |               | Spectateurs : 55 142 Arbitrage : Ali Hamad Al-Badwawi | Spectateurs : 55 142 Arbitrage : Ali Hamad Al-Badwawi |

| 19 novembre 2008 | Bahreïn | 0 – 1 | Australie       | Stade national de Bahreïn, Manama              |                                                |
| 18:00 UTC+3      |         |       | Bresciano 90+3e | Spectateurs : 10 000 Arbitrage : Masoud Moradi | Spectateurs : 10 000 Arbitrage : Masoud Moradi |
| 18:00 UTC+3      | Rapport |       |                 | Spectateurs : 10 000 Arbitrage : Masoud Moradi | Spectateurs : 10 000 Arbitrage : Masoud Moradi |

| 19 novembre 2008 | Qatar   | 0 – 3 | Japon                                       | Jassim Bin Hamad Stadium, Doha              |                                             |
| 19:30 UTC+3      |         |       | Tatsuya Tanaka 19e · Tamada 47e · Tulio 68e | Spectateurs : 13 000 Arbitrage : Sun Baojie | Spectateurs : 13 000 Arbitrage : Sun Baojie |
| 19:30 UTC+3      | Rapport |       |                                             | Spectateurs : 13 000 Arbitrage : Sun Baojie | Spectateurs : 13 000 Arbitrage : Sun Baojie |

| 11 février 2009 | Japon   | 0 – 0 | Australie | International Stadium Yokohama, Yokohama      |                                               |
| 19:20 UTC+9     |         |       |           | Spectateurs : 66 000 Arbitrage : Muhsen Basma | Spectateurs : 66 000 Arbitrage : Muhsen Basma |
| 19:20 UTC+9     | Rapport |       |           | Spectateurs : 66 000 Arbitrage : Muhsen Basma | Spectateurs : 66 000 Arbitrage : Muhsen Basma |

| 11 février 2009 | Ouzbékistan | 0 – 1 | Bahreïn           | Stade Pakhtakor Markaziy, Tachkent                      |                                                         |
| 16:00 UTC+5     |             |       | Abdulrahman 90+5e | Spectateurs : 30 000 Arbitrage : Subkhiddin Mohd Salleh | Spectateurs : 30 000 Arbitrage : Subkhiddin Mohd Salleh |
| 16:00 UTC+5     | Rapport     |       |                   | Spectateurs : 30 000 Arbitrage : Subkhiddin Mohd Salleh | Spectateurs : 30 000 Arbitrage : Subkhiddin Mohd Salleh |

| 28 mars 2009 | Japon           | 1 – 0 | Bahreïn | Stade Saitama 2002, Saitama                   |                                               |
| 19:20 UTC+9  | S. Nakamura 47e |       |         | Spectateurs : 62 000 Arbitrage : Kim Dong-Jin | Spectateurs : 62 000 Arbitrage : Kim Dong-Jin |
| 19:20 UTC+9  | Rapport         |       |         | Spectateurs : 62 000 Arbitrage : Kim Dong-Jin | Spectateurs : 62 000 Arbitrage : Kim Dong-Jin |

| 28 mars 2009 | Ouzbékistan                           | 4 – 0 | Qatar | Stade Pakhtakor Markaziy, Tachkent             |                                                |
| 17:00 UTC+5  | Tadjiyev 34e, 45+3e, 53e · Soliev 61e |       |       | Spectateurs : 18 000 Arbitrage : Masoud Moradi | Spectateurs : 18 000 Arbitrage : Masoud Moradi |
| 17:00 UTC+5  | Rapport                               |       |       | Spectateurs : 18 000 Arbitrage : Masoud Moradi | Spectateurs : 18 000 Arbitrage : Masoud Moradi |

| 1er avril 2009 | Australie                       | 2 – 0 | Ouzbékistan | ANZ Stadium, Sydney                                   |                                                       |
| 20:00 UTC+11   | Kennedy 66e · Kewell 73e (pen.) |       |             | Spectateurs : 57 292 Arbitrage : Ali Hamad Al-Badwawi | Spectateurs : 57 292 Arbitrage : Ali Hamad Al-Badwawi |
| 20:00 UTC+11   | Rapport                         |       |             | Spectateurs : 57 292 Arbitrage : Ali Hamad Al-Badwawi | Spectateurs : 57 292 Arbitrage : Ali Hamad Al-Badwawi |

| 1er avril 2009 | Bahreïn   | 1 – 0 | Qatar | Stade national de Bahreïn, Manama           |                                             |
| 17:15 UTC+3    | Aaish 51e |       |       | Spectateurs : 20 000 Arbitrage : Baojie Sun | Spectateurs : 20 000 Arbitrage : Baojie Sun |
| 17:15 UTC+3    | Rapport   |       |       | Spectateurs : 20 000 Arbitrage : Baojie Sun | Spectateurs : 20 000 Arbitrage : Baojie Sun |

| 6 juin 2009 | Ouzbékistan | 0 – 1 | Japon             | Stade Pakhtakor Markaziy, Tachkent |                          |
| 19:00 UTC+5 |             |       | Shinji Okazaki 9e | Arbitrage : Muhsen Basma           | Arbitrage : Muhsen Basma |
| 19:00 UTC+5 | Rapport     |       |                   | Arbitrage : Muhsen Basma           | Arbitrage : Muhsen Basma |

| 6 juin 2009 | Qatar   | 0 – 0 | Australie | Jassim Bin Hamad Stadium, Doha |                                |
| 19:00 UTC+3 |         |       |           | Arbitrage : Abdul Malik Bashir | Arbitrage : Abdul Malik Bashir |
| 19:00 UTC+3 | Rapport |       |           | Arbitrage : Abdul Malik Bashir | Arbitrage : Abdul Malik Bashir |

| 10 juin 2009 | Japon                 | 1 - 1 | Qatar                | International Stadium Yokohama, Yokohama |                                    |
| 19:20 UTC+9  | Ali Albinali 2e (csc) |       | Ali Yahya 53e (pen.) | Arbitrage : Subkhiddin Mohd Salleh       | Arbitrage : Subkhiddin Mohd Salleh |
| 19:20 UTC+9  | Rapport               |       |                      | Arbitrage : Subkhiddin Mohd Salleh       | Arbitrage : Subkhiddin Mohd Salleh |

| 10 juin 2009 | Australie                   | 2 – 0 | Bahreïn | ANZ Stadium, Sydney            |                                |
| 20:00 UTC+10 | Sterjovski 55e · Carney 88e |       |         | Arbitrage : Abdullah Al Hilali | Arbitrage : Abdullah Al Hilali |
| 20:00 UTC+10 | Rapport                     |       |         | Arbitrage : Abdullah Al Hilali | Arbitrage : Abdullah Al Hilali |

| 17 juin 2009 | Australie       | 2 – 1 | Japon     | Melbourne Cricket Ground, Melbourne |                              |
| 20:20 UTC+10 | Cahill 59e, 77e |       | Tulio 40e | Arbitrage : Khalil Al Ghamdi        | Arbitrage : Khalil Al Ghamdi |
| 20:20 UTC+10 | Rapport         |       |           | Arbitrage : Khalil Al Ghamdi        | Arbitrage : Khalil Al Ghamdi |

| 17 juin 2009 | Bahreïn         | 1 – 0 | Ouzbékistan | Stade national de Bahreïn, Manama |                           |
| 19:30 UTC+3  | Abdulrahman 74e |       |             | Arbitrage : Masoud Moradi         | Arbitrage : Masoud Moradi |
| 19:30 UTC+3  | Rapport         |       |             | Arbitrage : Masoud Moradi         | Arbitrage : Masoud Moradi |

## Groupe 2

### Classement
| Rang | Équipe              | Pts | J | G | N | P | Bp | Bc | Diff |  | Résultats (▼ dom., ► ext.) |     |     |     |     |     |
| ---- | ------------------- | --- | - | - | - | - | -- | -- | ---- |  | -------------------------- | --- | --- | --- | --- | --- |
| 1    | Corée du Sud        | 16  | 8 | 4 | 4 | 0 | 12 | 4  | +8   |  | Corée du Sud               |     | 1-0 | 0-0 | 1-1 | 4-1 |
| 2    | Corée du Nord       | 12  | 8 | 3 | 3 | 2 | 7  | 5  | +2   |  | Corée du Nord              | 1-1 |     | 1-0 | 0-0 | 2-0 |
| 3    | Arabie saoudite     | 12  | 8 | 3 | 3 | 2 | 8  | 8  | 0    |  | Arabie saoudite            | 0-2 | 0-0 |     | 1-1 | 3-2 |
| 4    | Iran                | 11  | 8 | 2 | 5 | 1 | 8  | 7  | +1   |  | Iran                       | 1-1 | 2-1 | 1-2 |     | 1-0 |
| 5    | Émirats arabes unis | 1   | 8 | 0 | 1 | 7 | 6  | 17 | -11  |  | Émirats arabes unis        | 0-2 | 1-2 | 1-2 | 1-1 |     |

- Corée du Sud et Corée du Nord qualifiées.
- Arabie Saoudite barragiste
- Émirats arabes unis et Iran éliminés.

### Résultats
| 6 septembre 2008 | Émirats arabes unis | 1 – 2 | Corée du Nord                        | Stade Mohammed-Bin-Zayed, Abou Dabi              |                                                  |
| 22:15 UTC+4      | Saeed 86e           |       | Choe Kum-chol 72e · An Chol-hyok 81e | Spectateurs : 10 000 Arbitrage : Ravshan Irmatov | Spectateurs : 10 000 Arbitrage : Ravshan Irmatov |
| 22:15 UTC+4      | Rapport             |       |                                      | Spectateurs : 10 000 Arbitrage : Ravshan Irmatov | Spectateurs : 10 000 Arbitrage : Ravshan Irmatov |

| 6 septembre 2008 | Arabie saoudite | 1 – 1 | Iran         | Stade international du Roi-Fahd, Riyad       |                                              |
| 22:15 UTC+3      | al-Harthi 29e   |       | Nekounam 81e | Spectateurs : 50 000 Arbitrage : Mark Shield | Spectateurs : 50 000 Arbitrage : Mark Shield |
| 22:15 UTC+3      | Rapport         |       |              | Spectateurs : 50 000 Arbitrage : Mark Shield | Spectateurs : 50 000 Arbitrage : Mark Shield |

| 10 septembre 2008 | Corée du Nord           | 1 – 1 | Corée du Sud      | Hongkou Stadium, Shanghai (Chine)            |                                              |
| 20:00 UTC+8       | Hong Yong-jo 64e (pen.) |       | Ki Sung-yueng 69e | Spectateurs : 3 000 Arbitrage : Muhsen Basma | Spectateurs : 3 000 Arbitrage : Muhsen Basma |
| 20:00 UTC+8       | Rapport                 |       |                   | Spectateurs : 3 000 Arbitrage : Muhsen Basma | Spectateurs : 3 000 Arbitrage : Muhsen Basma |

| 10 septembre 2008 | Émirats arabes unis | 1 – 2 | Arabie saoudite           | Stade Mohammed-Bin-Zayed, Abou Dabi               |                                                   |
| 22:15 UTC+4       | Khater 23e          |       | Otaif 69e · al-Fraidi 73e | Spectateurs : 15 000 Arbitrage : Yuichi Nichimura | Spectateurs : 15 000 Arbitrage : Yuichi Nichimura |
| 22:15 UTC+4       | Rapport             |       |                           | Spectateurs : 15 000 Arbitrage : Yuichi Nichimura | Spectateurs : 15 000 Arbitrage : Yuichi Nichimura |

| 15 octobre 2008 | Corée du Sud                                              | 4 – 1 | Émirats arabes unis | Seoul World Cup Stadium, Séoul                  |                                                 |
| 20:00 UTC+9     | Lee Keun-ho 20e 80e · Park Ji-sung 26e · Kwak Tae-hwi 89e |       | Al Hammadi 72e      | Spectateurs : 30 000 Arbitrage : Matthew Breeze | Spectateurs : 30 000 Arbitrage : Matthew Breeze |
| 20:00 UTC+9     | Rapport                                                   |       |                     | Spectateurs : 30 000 Arbitrage : Matthew Breeze | Spectateurs : 30 000 Arbitrage : Matthew Breeze |

| 15 octobre 2008 | Iran                         | 2 – 1 | Corée du Nord   | Stade Azadi, Téhéran                                |                                                     |
| 17:00 UTC+3:30  | Mahdavikia 9e · Nekounam 63e |       | Jong Tae-se 72e | Spectateurs : 60 000 Arbitrage : Abdullah Al Hilali | Spectateurs : 60 000 Arbitrage : Abdullah Al Hilali |
| 17:00 UTC+3:30  | Rapport                      |       |                 | Spectateurs : 60 000 Arbitrage : Abdullah Al Hilali | Spectateurs : 60 000 Arbitrage : Abdullah Al Hilali |

| 19 novembre 2008 | Émirats arabes unis | 1 – 1 | Iran        | Stade Al-Maktoum, Dubaï                                |                                                        |
| 19:15 UTC+4      | Juma'a 19e          |       | Bagheri 81e | Spectateurs : 8 000 Arbitrage : Subkhiddin Mohd Salleh | Spectateurs : 8 000 Arbitrage : Subkhiddin Mohd Salleh |
| 19:15 UTC+4      | Rapport             |       |             | Spectateurs : 8 000 Arbitrage : Subkhiddin Mohd Salleh | Spectateurs : 8 000 Arbitrage : Subkhiddin Mohd Salleh |

| 19 novembre 2008 | Arabie saoudite | 0 – 2 | Corée du Sud                           | Stade international du Roi-Fahd, Riyad              |                                                     |
| 19:35 UTC+3      |                 |       | Lee Keun-ho 76e · Park Chu-young 90+2e | Spectateurs : 60 000 Arbitrage : Abdul Malik Bashir | Spectateurs : 60 000 Arbitrage : Abdul Malik Bashir |
| 19:35 UTC+3      | Rapport         |       |                                        | Spectateurs : 60 000 Arbitrage : Abdul Malik Bashir | Spectateurs : 60 000 Arbitrage : Abdul Malik Bashir |

| 11 février 2009 | Corée du Nord  | 1 – 0 | Arabie saoudite | Stade Kim Il-sung, Pyongyang                     |                                                  |
| 15:00 UTC+9     | Mun In-guk 30e |       |                 | Spectateurs : 75 000 Arbitrage : Ravshan Irmatov | Spectateurs : 75 000 Arbitrage : Ravshan Irmatov |
| 15:00 UTC+9     | Rapport        |       |                 | Spectateurs : 75 000 Arbitrage : Ravshan Irmatov | Spectateurs : 75 000 Arbitrage : Ravshan Irmatov |

| 11 février 2009 | Iran         | 1 – 1 | Corée du Sud     | Stade Azadi, Téhéran                          |                                               |
| 15:00 UTC+3:30  | Nekounam 59e |       | Park Ji-sung 81e | Spectateurs : 48 000 Arbitrage : Ben Williams | Spectateurs : 48 000 Arbitrage : Ben Williams |
| 15:00 UTC+3:30  | Rapport      |       |                  | Spectateurs : 48 000 Arbitrage : Ben Williams | Spectateurs : 48 000 Arbitrage : Ben Williams |

| 28 mars 2009 | Corée du Nord                       | 2 – 0 | Émirats arabes unis | Stade Kim Il-sung, Pyongyang                    |                                                 |
| 15:00 UTC+9  | Pak Nam-chol 51e · Mun In-guk 90+3e |       |                     | Spectateurs : 50 000 Arbitrage : Matthew Breeze | Spectateurs : 50 000 Arbitrage : Matthew Breeze |
| 15:00 UTC+9  | Rapport                             |       |                     | Spectateurs : 50 000 Arbitrage : Matthew Breeze | Spectateurs : 50 000 Arbitrage : Matthew Breeze |

| 28 mars 2009   | Iran        | 1 – 2 | Arabie saoudite           | Stade Azadi, Téhéran                               |                                                    |
| 19:00 UTC+4:30 | Shojaei 57e |       | Hazazi 78e · al-Harbi 86e | Spectateurs : 100 000 Arbitrage : Yuichi Nichimura | Spectateurs : 100 000 Arbitrage : Yuichi Nichimura |
| 19:00 UTC+4:30 | Rapport     |       |                           | Spectateurs : 100 000 Arbitrage : Yuichi Nichimura | Spectateurs : 100 000 Arbitrage : Yuichi Nichimura |

| 1er avril 2009 | Corée du Sud    | 1 – 0 | Corée du Nord | Seoul World Cup Stadium, Séoul                      |                                                     |
| 20:00 UTC+9    | Kim Chi-woo 87e |       |               | Spectateurs : 48 000 Arbitrage : Abdullah Al Hilali | Spectateurs : 48 000 Arbitrage : Abdullah Al Hilali |
| 20:00 UTC+9    | Rapport         |       |               | Spectateurs : 48 000 Arbitrage : Abdullah Al Hilali | Spectateurs : 48 000 Arbitrage : Abdullah Al Hilali |

| 1er avril 2009 | Arabie saoudite                                | 3 – 2 | Émirats arabes unis         | Stade international du Roi-Fahd, Riyad                  |                                                         |
| 20:30 UTC+3    | Ateef 4e (pen.) · Jumaa 70e (csc) · Hazazi 85e |       | Al Shehhi 38e · Matar 45+1e | Spectateurs : 70 000 Arbitrage : Subkhiddin Mohd Salleh | Spectateurs : 70 000 Arbitrage : Subkhiddin Mohd Salleh |
| 20:30 UTC+3    | Rapport                                        |       |                             | Spectateurs : 70 000 Arbitrage : Subkhiddin Mohd Salleh | Spectateurs : 70 000 Arbitrage : Subkhiddin Mohd Salleh |

| 6 juin 2009 | Corée du Nord | 0 – 0 | Iran | Stade Kim Il-sung, Pyongyang |                        |
| 17:00 UTC+9 |               |       |      | Arbitrage : Sun Baojie       | Arbitrage : Sun Baojie |
| 17:00 UTC+9 | Rapport       |       |      | Arbitrage : Sun Baojie       | Arbitrage : Sun Baojie |

| 6 juin 2009 | Émirats arabes unis | 0 – 2 | Corée du Sud                          | Stade Mohammed-Bin-Zayed, Abou Dabi |                              |
| 20:15 UTC+4 |                     |       | Park Chu-young 5e · Ki Sung-yueng 37e | Arbitrage : Abdullah Balideh        | Arbitrage : Abdullah Balideh |
| 20:15 UTC+4 | Rapport             |       |                                       | Arbitrage : Abdullah Balideh        | Arbitrage : Abdullah Balideh |

| 10 juin 2009 | Corée du Sud | 0 – 0 | Arabie saoudite | Seoul World Cup Stadium, Séoul |                          |
| 20:00 UTC+9  |              |       |                 | Arbitrage : Ben Williams       | Arbitrage : Ben Williams |
| 20:00 UTC+9  | Rapport      |       |                 | Arbitrage : Ben Williams       | Arbitrage : Ben Williams |

| 10 juin 2009   | Iran           | 1 – 0 | Émirats arabes unis | Stade Azadi, Téhéran        |                             |
| 19:00 UTC+4:30 | Ali Karimi 53e |       |                     | Arbitrage : Ravshan Irmatov | Arbitrage : Ravshan Irmatov |
| 19:00 UTC+4:30 | Rapport        |       |                     | Arbitrage : Ravshan Irmatov | Arbitrage : Ravshan Irmatov |

| 17 juin 2009 | Corée du Sud     | 1 – 1 | Iran        | Seoul World Cup Stadium, Séoul |                              |
| 20:00 UTC+9  | Park Ji-sung 81e |       | Shojaei 51e | Arbitrage : Yuichi Nichimura   | Arbitrage : Yuichi Nichimura |
| 20:00 UTC+9  | Rapport          |       |             | Arbitrage : Yuichi Nichimura   | Arbitrage : Yuichi Nichimura |

| 17 juin 2009 | Arabie saoudite | 0 – 0 | Corée du Nord | Stade international du Roi-Fahd, Riyad |                          |
| 21:00 UTC+3  |                 |       |               | Arbitrage : Muhsen Basma               | Arbitrage : Muhsen Basma |
| 21:00 UTC+3  | Rapport         |       |               | Arbitrage : Muhsen Basma               | Arbitrage : Muhsen Basma |